# Huxley (kráter na Měsíci)

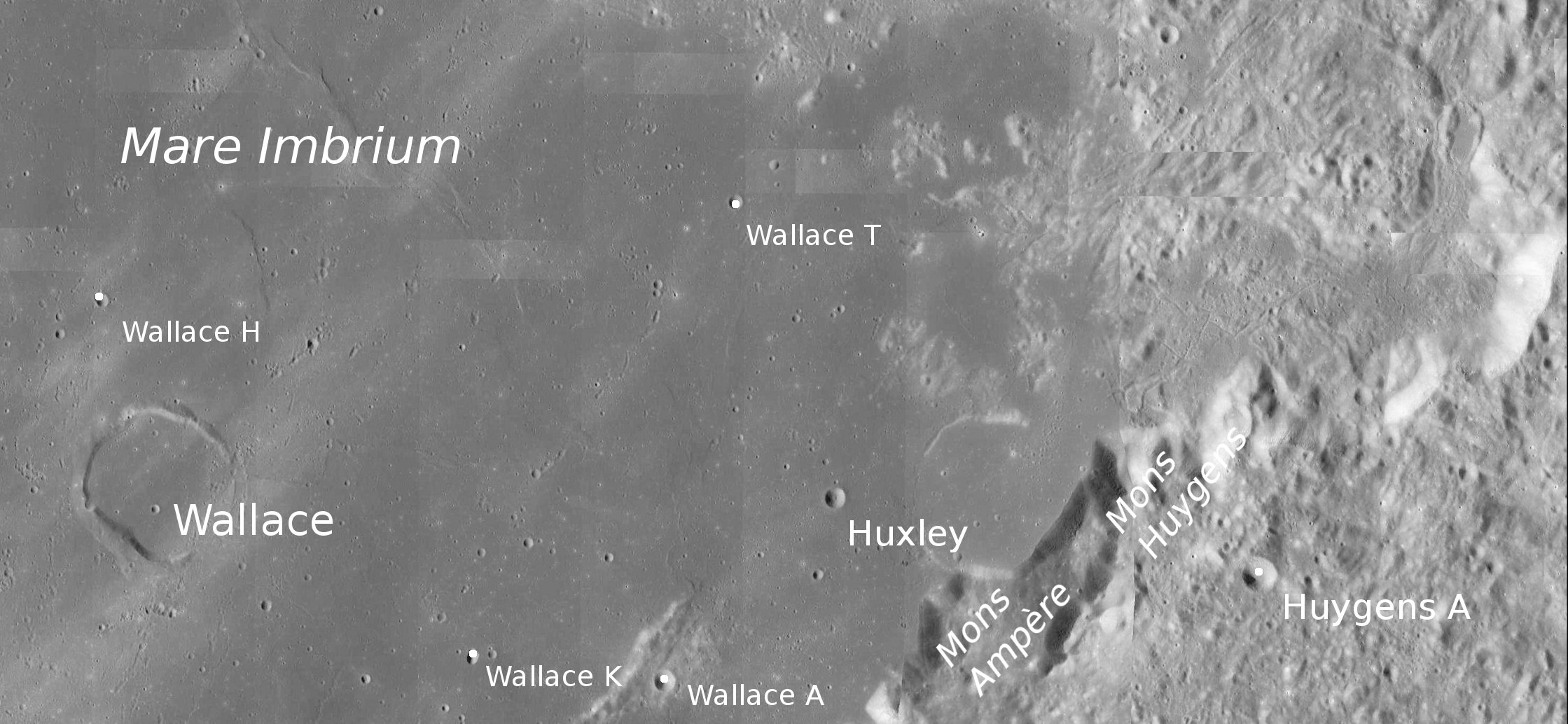
Poloha kráteru Huxley.

Huxley je měsíční impaktní kráter nacházející se v jihovýchodní části Mare Imbrium (Moře dešťů) v blízkosti pohoří Montes Apenninus (Apeniny) na přivrácené straně Měsíce. Kráter má průměr 4 km a hloubku 0,8 km, pojmenován je podle britského lékaře a biologa Thomase H. Huxleyho. Než jej v roce 1973 Mezinárodní astronomická unie přejmenovala na současný název, nesl kráter označení Wallace B.
Východně od kráteru Huxley se na stejné rovnoběžce vypíná horský masiv Mons Huygens a jihovýchodně Mons Ampére v pohoří Montes Apenninus. Západně na stejné rovnoběžce leží zbytky lávou zatopeného kráteru Wallace.